# Les McCann Ltd. in New York
Les McCann Ltd. in New York è un album live del pianista jazz Les McCann con Stanley Turrentine e Blue Mitchell, pubblicato dalla Pacific Jazz Records nel 1962. Il disco fu registrato dal vivo il 28 dicembre 1961 al Village Gate di New York City, New York (Stati Uniti).

## Tracce
Brani composti da Les McCann
Lato A
1. Chip Monck – 7:25
2. Fayth, You're... – 6:00
3. Cha-Cha Twist – 7:10

Lato B
1. A Little 3/4 for God & Co. – 9:15
2. Maxie's Changes – 8:45

Edizione CD del 1997, pubblicato dalla Blue Note Records
Brani composti da Les McCann, tranne dove indicato
1. Chip Monck – 7:25
2. Fayth, You're... – 6:00
3. Cha Cha Twist – 7:00
4. A Little 3/4 for God & Company – 9:15
5. Maxie's Changes – 8:45
6. Someone Stole My Chitlins – 5:09 – Bonus Track
7. One More Hamhock Please – 8:56 (Curtis Amy) – Bonus Track
8. Outmeal – 5:00 (Bobby Hutcherson, Les McCann) – Bonus Track

- Brano nr. 6, registrato dal vivo il 29 dicembre 1961 al Village Gate di New York City
- Brani nr. 7 e 8, registrati il 3 agosto 1960 al Rex Productions Studio di Hollywood, California

## Musicisti
A1, A2, A3, B1 e B2
- Les McCann - pianoforte
- Blue Mitchell - tromba
- Stanley Turrentine - sassofono tenore
- Frank Haynes - sassofono tenore
- Herbie Lewis - contrabbasso
- Ron Jefferson - batteria[3]

CD - brano nr. 6
- Les McCann - pianoforte
- Herbie Lewis - contrabbasso
- Ron Jefferson - batteria[4]

CD - brani nr. 7 e 8
- Les McCann - pianoforte
- Herbie Lewis - contrabbasso
- Ron Jefferson - batteria[5]